# 索菲亞法院大樓

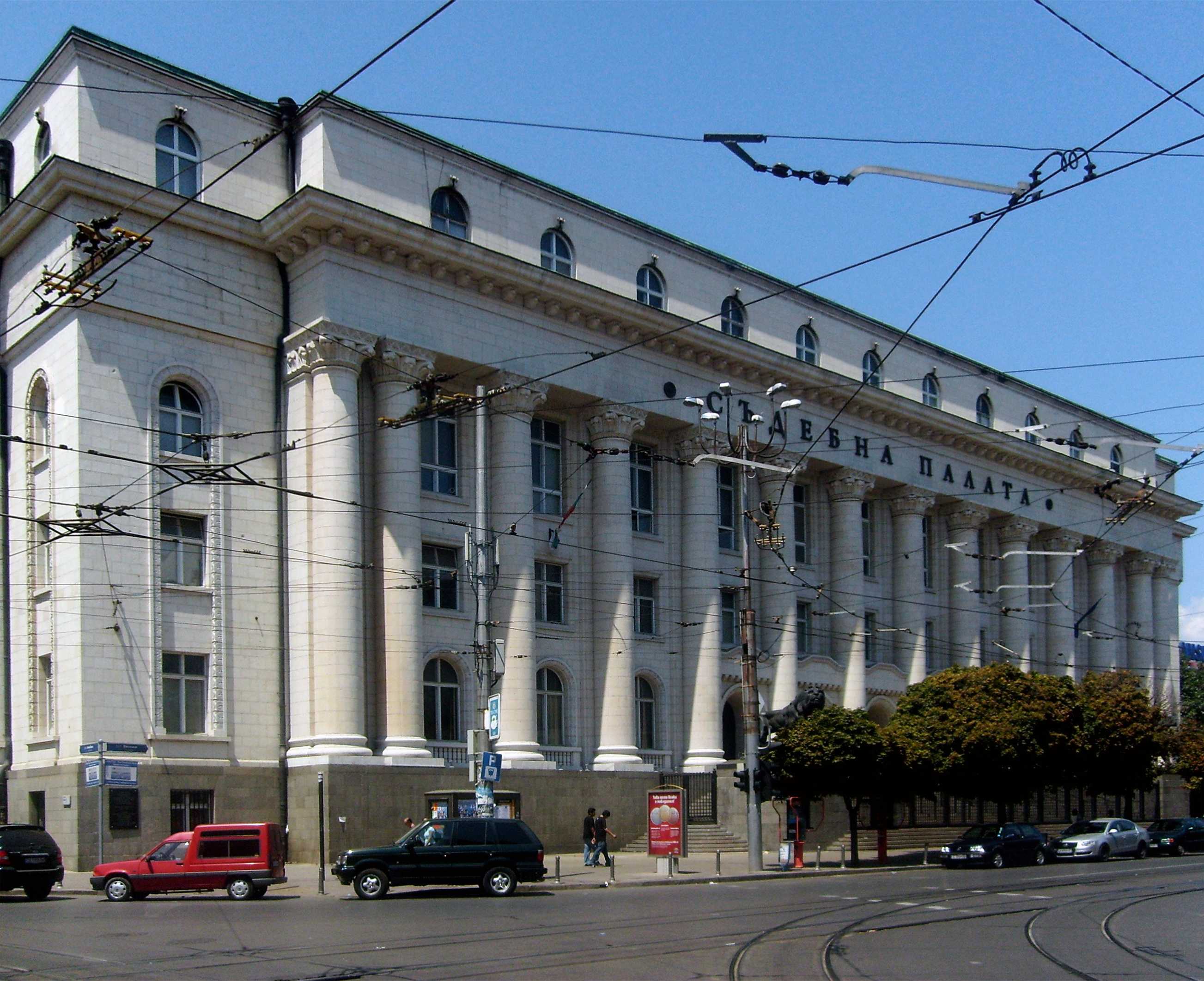

42°41′44″N 23°19′12″E / 42.69556°N 23.32000°E
索菲亞法院大樓是位於保加利亞首都索菲亞的一座大樓，位於維托沙大道2號。索菲亞法院大樓是法院的辦公大樓，是一座解構簡單但巨大的建築。大樓於1929年開始修建，在1940年竣工。索菲亞法院大樓共有4層，面積8500平方公尺，有430個房間，24個法庭，1個圖書館和1個銀行，使用面積48000平方公尺。